# Barcad
Barcad (ook: Bar Ad, Baarcad, Baar Cad) is een dorp in het district Oodweyne, regio Togdheer, in de niet-erkende staat Somaliland, en dus formeel gelegen in Somalië.

Barcad ligt op circa 945 m hoogte in de Davegoriale-vlakte (Bannaanka Dabagorayaale), een steppe met spaarzame begroeiing, een kleine 60 km ten zuiden van de districtshoofdstad Oodweyne en ca. 26 km van de grens met Ethiopië. Het dorp bestaat uit één straat. Rondom het dorp ligt een 40-tal berkads (rechthoekige waterbassins); de meesten daarvan zijn omheind. De bevolking in het gebied leeft van extensieve veeteelt.
Barcad is alleen via zandwegen verbonden met de rest van het district. Dorpen in de buurt zijn Gedobeh (8,8 km), Bodhley (22,8 km), Cali Faarax (25,2 km), Qurac Kudle (16,2 km) en Galkagudubi (13,7 km).
Klimaat: Barcad heeft een tropisch savanneklimaat dat beïnvloed wordt door de hoogte waarop het dorp ligt. De gemiddelde jaartemperatuur bedraagt 23,9 °C; de temperatuurvariatie is gering; de koudste maand is januari (gemiddeld 20,8°); de warmste september (26,2°). Regenval bedraagt jaarlijks ca. 242 mm met twee regenseizoenen: april-mei (de zgn. Gu-regens) en oktober-november (de zgn. Dayr-regens); in de maanden daartussen regent het minder. Het grote droge seizoen is van december - februari. De natste maand is mei; er valt dan ongeveer een kwart van de jaarlijkse hoeveelheid, ca. 59 mm.